# Juri Wladimirowitsch Scheltinga
Juri Wladimirowitsch Scheltinga (russisch Юрий Владимирович Шельтинга; * 19. Julijul. / 31. Juli 1891greg. in Wladiwostok; † 4. August 1962 in Leningrad) war ein russisch-sowjetischer Konteradmiral und Hochschullehrer der Scheltinga-Dynastie.

## Leben
Scheltinga war der zweite Sohn des Artillerieoffiziers und späteren Konteradmirals Wladimir Wladimirowitsch Scheltinga und seiner Frau Olga Alexandrowna geborene Kleverberg. Scheltinga absolvierte in St. Petersburg das Marine-Kadettenkorps (1909–1912).
Darauf wurde Scheltinga auf dem Zerstörer Straschny der Ukraina-Klasse Kompanie-Kommandir, Revisor, Artillerist und Nautischer Offizier mit Teilnahme am Ersten Weltkrieg. Im April 1916 wurde er zum Leutnant befördert. Es folgte die Navigator-Offiziersklasse (November 1916 – April 1917). Darauf kam er auf den Zerstörer Konstantin der Nowik-Klasse und wurde Navigator und schließlich Kommandir (Offizier). Nach der Oktoberrevolution machte er im Frühjahr 1918 den Eismarsch der Baltischen Flotte von Reval und Helsingfors nach Kronstadt mit.
Die Baltische Flotte war nun Teil der Roten Armee, so dass Scheltinga Mitglied der Roten Armee wurde, ohne Parteimitglied zu sein. Im November 1918 wurde Scheltinga Navigator des U-Boots Tur. Im März 1919 wurde er Kommandir des Zerstörers Kapitan Isylmetjew der Leitenant-Iljin-Klasse. 1921 wurde er zweimal verhaftet. Ab 1922 war er Kommandir des in Karl Marx umbenannten Zerstörers Isjaslaw der Isjaslaw-Klasse.
Nach Kursen an der Seekriegsakademie (Oktober 1925 – April 1926) war er Kommandir der Zerstörerdivision der Schwarzmeerflotte in Sewastopol. Im Januar 1931 wurde Scheltinga wie auch drei andere U-Boot-Kommandanten und weitere Angehörige der Schwarzmeerflotte wegen antisowjetischer Treffen verhaftet (Frühjahr-Affäre, Fall der 23). Alle Angeklagten wurden vom OGPU-Kollegium nach Artikel 58 des Strafgesetzbuches der RSFSR am 6. Juni 1931 in Sewastopol wegen konterrevolutionärer Tätigkeiten zum Tod durch Erschießen (drei Angeklagte) bzw. Lagerhaft verurteilt. Scheltinga erhielt 10 Jahre Lagerhaft. Die Ehefrauen der verurteilten Offiziere wurden in die dreijährige Verbannung geschickt.
Im Januar 1932 wurde Scheltinga freigelassen und wieder in die Sowjetische Flotte (WMF) aufgenommen und lehrte an der aus dem St. Petersburger Marine-Kadettenkorps entstandenen Frunse-Seekriegsakademie. Im Juni 1932 wurde er Kommandir der Zerstörerdivision der Baltischen Flotte und 1934 Abteilungskommandir der Zerstörer- und Patrouillenbootdivision der Nordflotte. Im November 1936 wurde er zum Kapitän 1. Ranges befördert.
Ab 1937 lehrte Scheltinga wieder an der Frunse-Seekriegsakademie bis nach Beginn des Deutsch-Sowjetischen Kriegs. Im Juli 1940 wurde er zum Konteradmiral ernannt. Im Juli 1942 wurde er Chef der 1. Abteilung der Verwaltung für taktische Vorbereitung der Flotte und U-Boote und im November 1942 Vizechef dieser Verwaltung der Verwaltung für Kampfvorbereitung des Hauptmarinestabs (GMSch) der WMF. Im September 1945 kam er zurück zur Nordflotte. Im Oktober 1947 wurde er Senior-Inspektor für Seekriegsvorbereitung der Verwaltung für Seekriegsstudieneinrichtungen der WMF. Im Juli 1950 ging er in den Ruhestand.
Scheltinga wurde in Romny begraben.

## Ehrungen
- Sankt-Stanislaus-Orden III. Klasse mit Schwertern und Schleife (1915)[3]
- Russischer Orden der Heiligen Anna IV. Klasse für Tapferkeit (1915), III. Klasse mit Schwertern und Schleife (1916)[3]
- Jubiläumsmedaille „XX Jahre Rote Arbeiter-und-Bauern-Armee“ (1938)
- Orden des Roten Sterns (1944)
- Rotbannerorden (1944, 1949)
- Leninorden (1945)
- Medaille „Sieg über Deutschland“